# Simon Michael

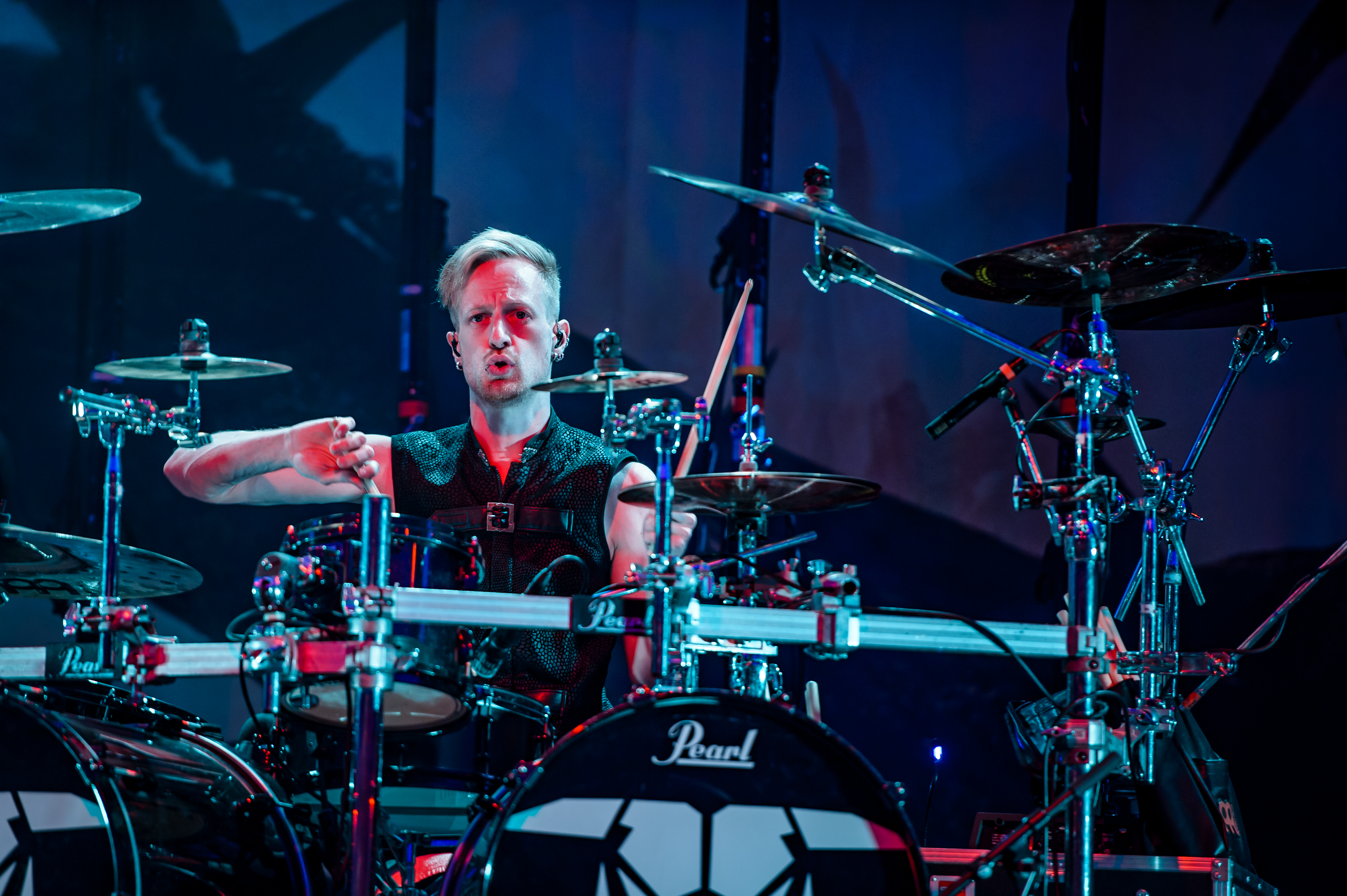
Simon Michael, 2016

Simon Michael (* 13. April 1984 in Heidelberg; bürgerlich Simon-Michael Schmitt) ist ein deutscher Musiker, Komponist und Musikproduzent im Metalgenre. Als Schlagzeuger ist er in den Bands Subway to Sally, Bannkreis und Silverlane aktiv.

## Leben
Seit 1996 spielt Simon Michael mit seinem Bruder Christoph Alexander Schmitt in der Power-Metal-Band The Rising Force, die seit 2005 „Silverlane“ heißt. In dieser Band spielt auch seine Schwester Dorotheé Keyboard.
Seit 2005 spielt Simon Michael für Subway to Sally Schlagzeug und Perkussion, zudem ist er seit 2011 auch einer der Produzenten der Band und war an der Komposition einiger Stücke beteiligt. Im Making-of-Video zum Album Kreuzfeuer sagte Eric Fish, dass Simon Michael eine „ganz entscheidende Rolle bei dieser neuen Art zu arbeiten“ spiele.
Neben Schlagzeug und Perkussionsinstrumenten spielt Simon Michael Klavier, Gitarre und singt.

## Diskografie

### Mit Subway to Sally
- 2005: Nord Nord Ost
- 2007: Bastard
- 2009: Kreuzfeuer
- 2011: Schwarz in Schwarz (auch Produktion, Aufnahme, Programmierung und Abmischung)
- 2014: Mitgift – Mördergeschichten (auch Produktion, Aufnahme, Komposition und Abmischung)
- 2017: Neon (auch Produktion, Abmischung)

### Mit Bannkreis
- 2018: Sakrament

### Für Feuerschwanz
- 2012: Walhalligalli (Aufnahme)
- 2014: Auf’s Leben! (Aufnahme, Programmierung)
- 2016: Sex is Muss (Aufnahme, Produktion, Arrangement und Abmischung)
- 2018: Methämmer (Aufnahme, Produktion, Arrangement und Abmischung)
- 2020: Das Elfte Gebot (Aufnahme, Produktion, Abmischung[2])
- 2021: Memento Mori (Produktion, Schlagzeug[3])
- 2025 Knightclub (Produktion)[4]

### Mit Anderen
- 2009: mit Milan Polak – Murphy`s Law (Schlagzeug)
- 2010: mit Powerworld – Human Parasite (Schlagzeug)
- 2011: mit Maerzfeld – Tief (Produktion, Aufnahme, Arrangement und Abmischung)
- 2012: Das fliegende Kamel (Hörbuch; Komposition, Aufnahme, Abmischung)
- 2012: mit Bodenski – Auto! (Produktion, Schlagzeug, Perkussion und Arrangement)
- 2012: mit Letzte Instanz – Ewig (Produktion und Abmischung)
- 2013: mit Equinoxx – Absurdity of Hate (Schlagzeug, Abmischung)
- 2013: mit Coppelius – Extrablatt (Aufnahme, Produktion, Abmischung)
- 2014: mit Maerzfeld – Fremdkörper (Produktion, Schlagzeug, Aufnahme, Arrangement und Abmischung)
- 2014: Wenn das Faultier Tango tanzt (Hörbuch; Schlagzeug, Gesang, Gitarre, Keyboard, Produktion, Komposition, Arrangement, Abmischung)
- 2014: mit Faey – Golden Apples (Aufnahme, Arrangement, Produktion, Schlagzeug, Perkussion, Abmischung)
- 2015: mit Oomph! – XXV (Produktion, Schlagzeug, Aufnahme, Arrangement und Komposition)
- 2015: mit Vroudenspil – Fauler Zauber (Produktion, Aufnahme, Abmischung)
- 2015: mit Coppelius – Hertzmaschine (Aufnahme, Produktion, Abmischung)
- 2015: mit Harpyie – Freakshow (Produktion, Schlagzeug, Arrangement und Abmischung)
- 2017: mit Harpyie – Anima (Produktion, Schlagzeug, Arrangement und Abmischung)
- 2017: mit Faey – Honey and Cinnamon (Produktion, Schlagzeug, Perkussion, Aufnahme, Arrangement und Abmischung)

## Endnoten
1. ↑  Offizielles Making-of zum Album Kreuzfeuer (3/4)
2. ↑  Feuerschwanz – Das Elfte Gebot. discogs.com, abgerufen am 2. Oktober 2021 (englisch).
3. ↑  FEUERSCHWANZ – Live Hangout (Videochat zur Premiere des Musikvideos zu "Untot im Drachenboot"). In: YouTube. Napalm Records (YouTube-Kanal der Plattenfirma), 30. September 2020, abgerufen am 2. Oktober 2020.
4. ↑  Annika Falk-Claußen: ESC-Finalsong Feuerschwanz: Dieser Musiker aus der Fränkischen Schweiz produziert ihn. In: Nordbayerische Nachrichten vom 27. Februar 2025 S. 29. nn.de, 3. März 2025, abgerufen am 4. März 2025.

| Personendaten    | Personendaten                                      |
| ---------------- | -------------------------------------------------- |
| NAME             | Michael, Simon                                     |
| ALTERNATIVNAMEN  | Schmitt, Simon-Michael (wirklicher Name)           |
| KURZBESCHREIBUNG | deutscher Musiker und Musikproduzent im Metalgenre |
| GEBURTSDATUM     | 13. April 1984                                     |
| GEBURTSORT       | Heidelberg                                         |